# Костенец (община)
Костенец (болг. Община Костенец) — община в Болгарии. Входит в состав Софийской области. Население составляет 14 865 человек (на 21.07.05 г.).

## Состав общины
В состав общины входят следующие населённые пункты:
1. Голак
2. Горна-Василица
3. Костенец (город)
4. Костенец (село)
5. Момин-Проход
6. Очуша
7. Подгорие
8. Пчелин